# ماساتو
ماساتو (باليابانية: 魔裟斗) هو عارض وملاكم كيك بوكسينغ وممثل ياباني، ولد في 10 مارس 1979 في اليابان.

## أعمال

### أفلام
- (2000)  طيور

## وصلات خارجية
- ماساتو على موقع IMDb (الإنجليزية)
- ماساتو على موقع قاعدة بيانات الفيلم (الإنجليزية)